# Tramlijn 10 (Rotterdam)

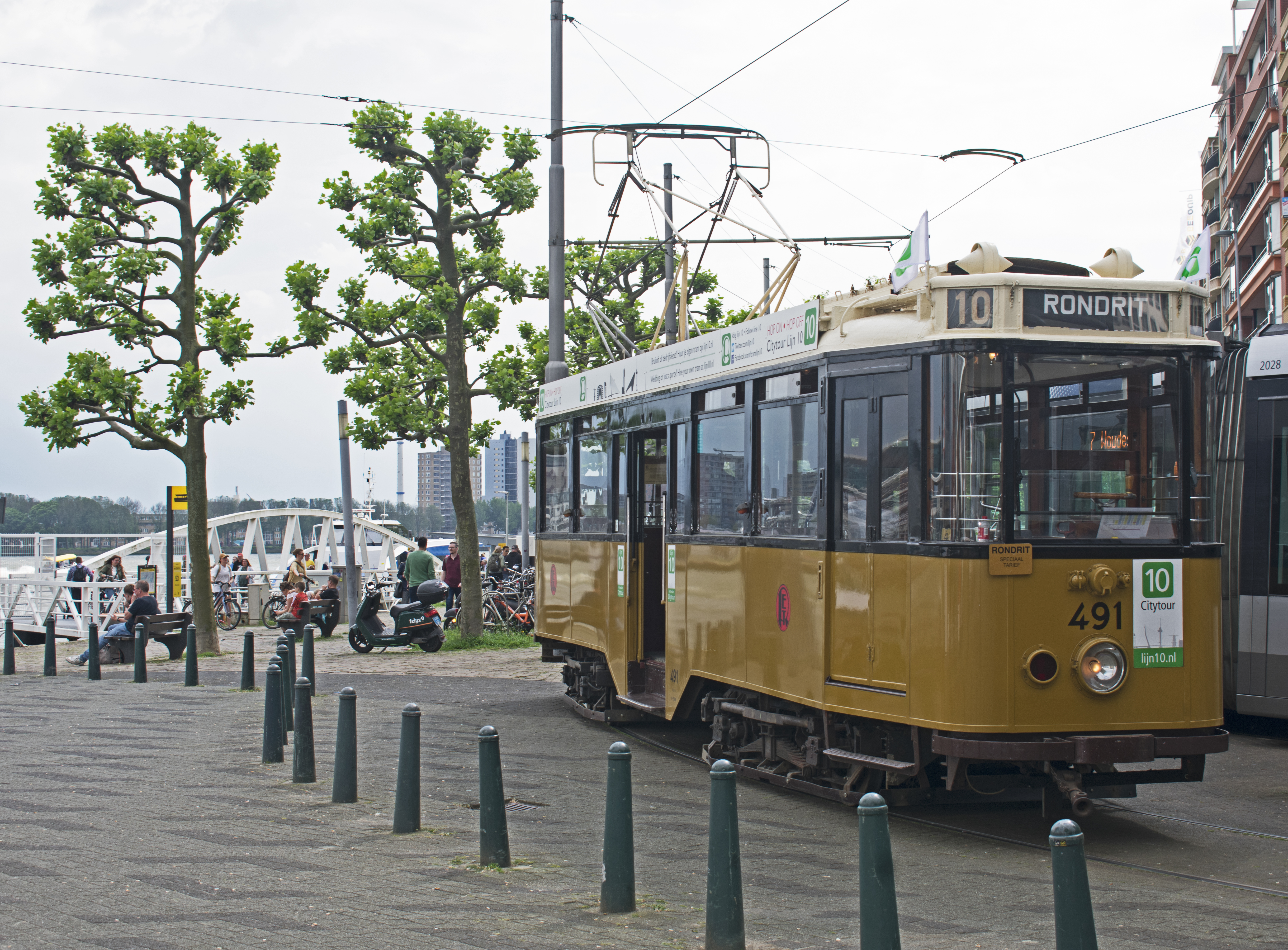
Een vierasser-tram doet dienst als tramlijn 10.

Tramlijn 10, ook wel Citytour Lijn 10, is een tramlijn voor toeristische doeleinde in de Nederlandse stad Rotterdam en werkt volgens het Hop-On Hop-Off-principe. Er wordt een vaste route gereden op het tramnetwerk van Rotterdam met historische tramstellen van de RET. Hierbij worden verschillende bezienswaardigheden aangedaan zoals de Markthal, Historisch Delfshaven, Erasmusbrug en Kubuswoningen.
De service wordt geëxploiteerd door vrijwilligers van het Rotterdams Openbaar Vervoer Museum. Hierdoor zijn reguliere vervoersbewijzen niet geldig. Op de tram is buiten een trambestuurder ook een conducteur aanwezig voor onder meer kaartverkoop en veiligheidsredenen. Tramlijn 10 rijdt alleen in de lente, zomer en herfst in de weekenden. Tijdens de zomermaanden zijn er diensten ook op donder- en vrijdag. De opbrengst van de kaartverkoop komt ten goede aan het beheer en onderhoud van de museumcollectie.

## Materieel
Op tramlijn 10 wordt het volgende trammaterieel ingezet in wisselende schema's.
| Tramtype       | Bijzonderheden                                                                           | Afbeelding |
| -------------- | ---------------------------------------------------------------------------------------- | ---------- |
| Vierasser-tram | Soms wordt er een aanhanger gekoppeld aan de motorwagen om de capaciteit te verhogen.    |            |
| Allan          | Soms wordt er een aanhanger gekoppeld aan de motorwagen om de capaciteit te verhogen.    |            |
| Schindler      |                                                                                          |            |
| Düwag          | Er wordt met verschillende kleurstellingen gereden en met verschillende voertuiglengten. |            |
| ZGT            | Er wordt gereden met verschillende kleurstellingen.                                      |            |

## Geschiedenis

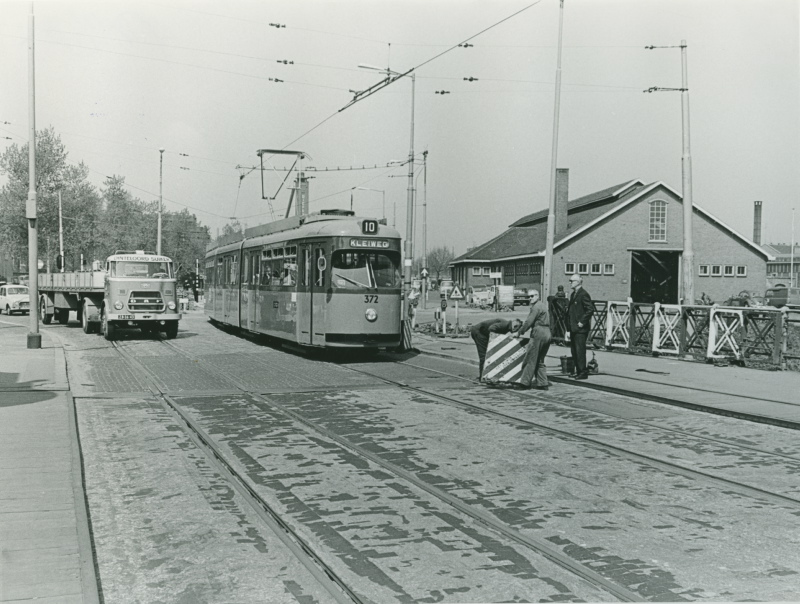
Düwag dubbelgelede 372 op lijn 10 tussen 1965 en 1967 op de Ruigeplaatbrug

Tramlijn 10 heeft voordat het gebruikt werd voor toeristische doeleinde ook in de reguliere dienst gereden. Er zijn twee lijnen met dit nummer geweest van 1911 t/m 1934 en van 1936 t/m 1967.
Sinds 17 januari 1911 bestond er een lijn 10 van de Zaagmolenstraat naar een kopeindpunt bij de Ruigeplaatbrug. Op 1 juli 1934 werd deze lijn opgeheven en grotendeels vervangen door lijn 15. 
Op 1 juli 1936 werd opnieuw een lijn 10 ingesteld, nu van de Kootsekade naar Spangen. Op 1 november 1960 werd deze lijn verlegd via de Kleiweg met een eindpunt bij het nieuwe RET-complex, voorheen de fabriek van Allan. Op 12 mei 1965 werd de route door de Havenstraat vervangen door een route over de verdere Westzeedijk en de Spanjaardstraat.
De route was laatstelijk Kleiweg – Straatweg – Bergweg – Benthuizerstraat – Zaagmolenstraat – Zaagmolendrift - Zaagmolenbrug - Linker Rottekade - Jonker Fransstraat – Goudsesingel – Mariniersweg – Blaak – Schiedamse Vest – Witte de Withstraat – Eendrachtsweg – Westzeedijk – Drooglever Fortuynplein - Coolhavenbruggen & Puntegaalstraat óf Parkhavenbruggen - Westzeedijk – Hudsonplein – Spanjaardstraat – Schiedamseweg – Marconiplein – Mathenesserdijk – P.C. Hooftplein – Huygensstraat (terug via Coornhertstraat, Brederostraat en Huygensstraat) - Spartastraat.
Bij de grote reorganisatie van het tramnet voor de indienststelling van de metro in 1968 werd lijn 10 op 2 september 1967 vervangen door lijn 6, die op dezelfde datum werd ingesteld op een iets gewijzigd traject: over Pompenburg, Hofplein en Coolsingel in plaats van Admiraal de Ruyterweg en Blaak. De huidige lijn 8 rijdt sedert 6 januari 2025 grotendeels het westelijke traject van de hiervoor genoemde lijn 6.
Sinds 1990 is lijnnummer 10 toegewezen aan de stadstour met historische trams.

## Officiële website
- Officiële website